# Porto Lockroy

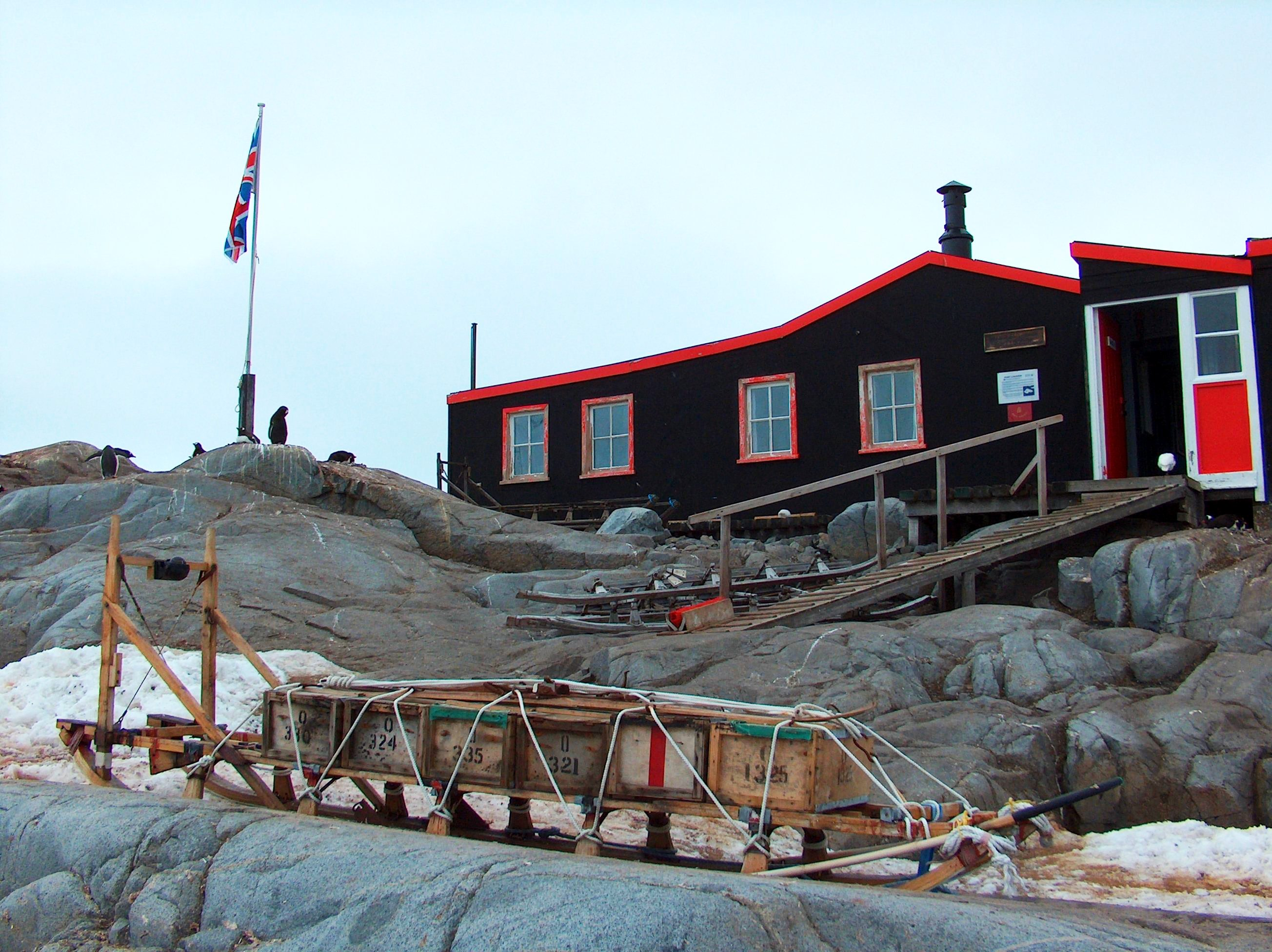
O Porto Lockroy foi renovado em um museu.

Porto Lockroy é um porto natural na Península Antártica do Território Antártico Britânico. Depois de sua descoberta em 1903 pela Expedição Antártica Francesa foi usado para operações baleeiras e militares britânicas (Operação Tabarin) durante a Segunda Guerra Mundial e então continuou a operar como estação de pesquisa britânica até 1962.
Em 1996, Porto Lockroy foi renovado e agora é um museu e escritório dos correios operado pela United Kingdom Antarctic Heritage Trust. É designado como Local Histórico no. 61 sob a égide do Tratado Antártico e um dos destinos turísticos mais populares na Antártica. Procede de um fundo de uma pequena loja de suvenires a manutenção do local e de outros monumentos e locais históricos da Antártica.

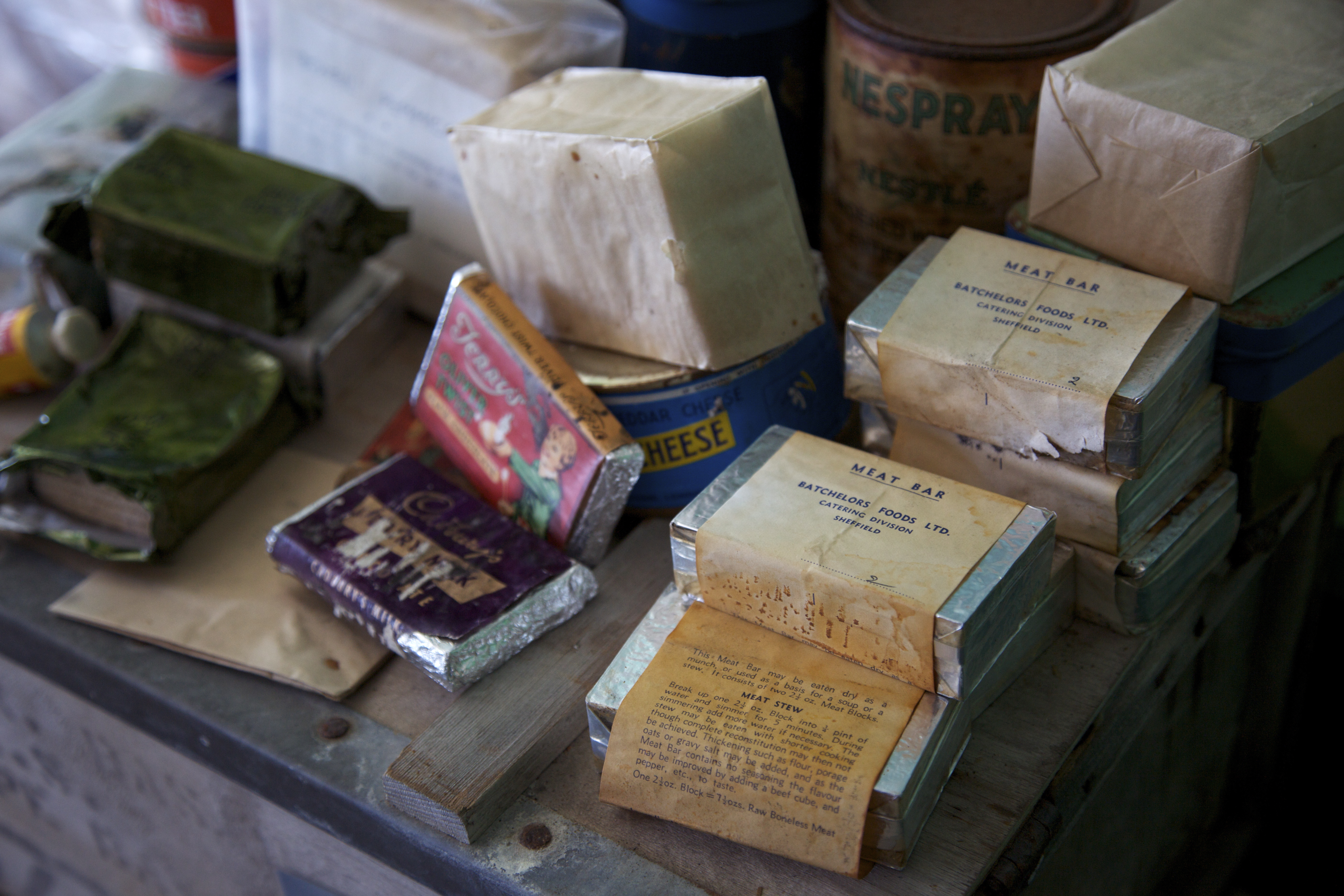
Rações de comida em exposição no museu

O Porto Lockroy recebeu o nome de Edouard Lockroy, um político francês e Vice-presidente da Câmara de Deputados, que assistiu Jean-Baptiste Charcot ao obter apoio do governo para a Expedição Francesa.

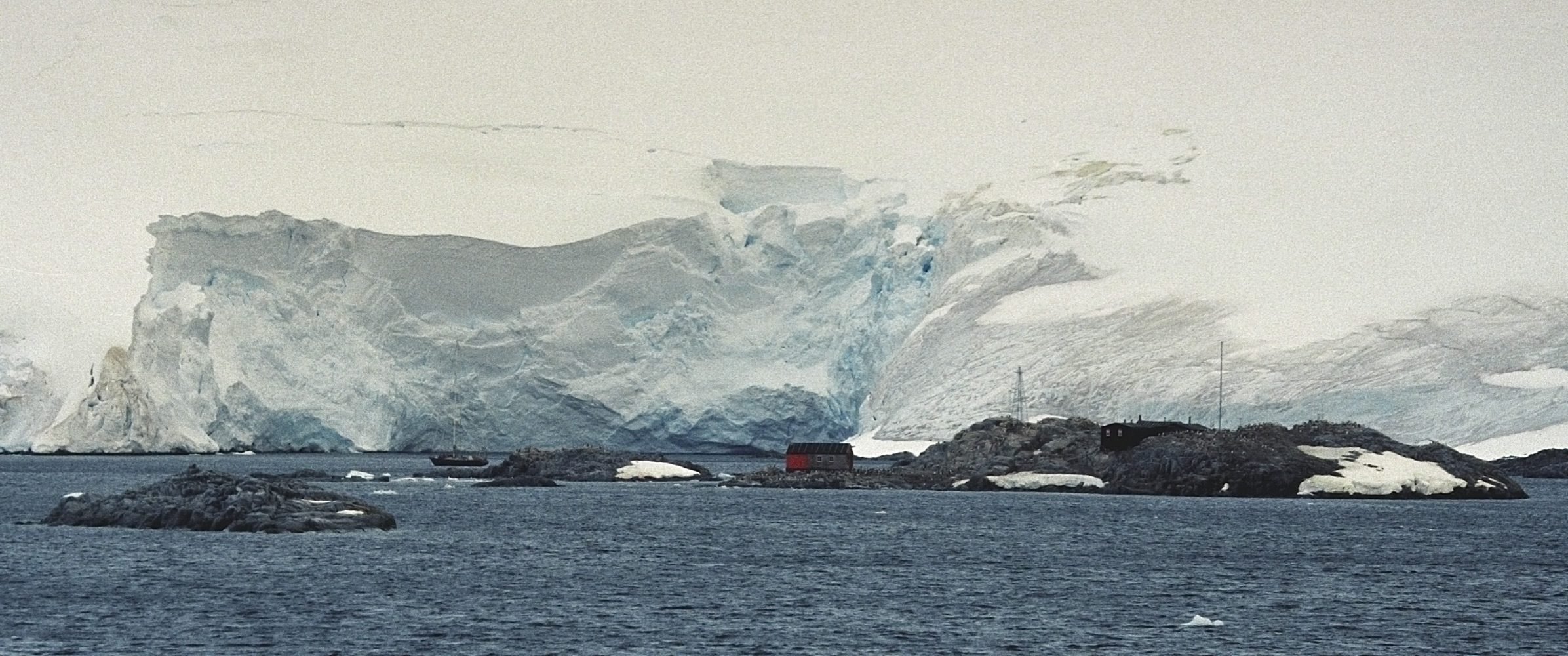
Porto Lockroy (em 2000)

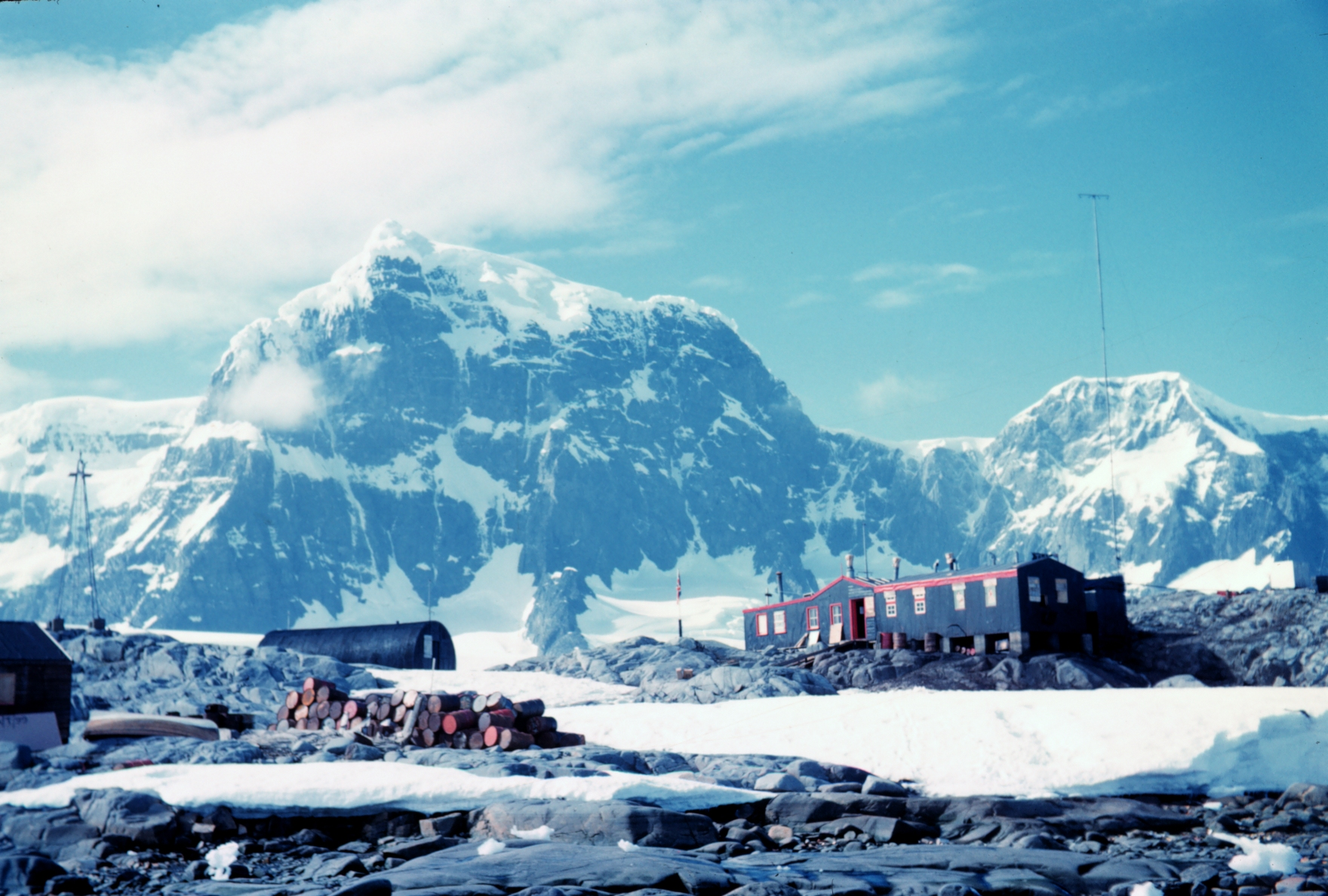
A base britânica abandonada em Port Lockroy, 1962

Um importante experimento na ilha é testar o efeito do turismo sobre os pinguins. Metade da ilha está aberta aos turistas, enquanto a outra metade está reservada aos pinguins. Por enquanto, curiosamente, os resultados mostram que o turismo tem um pequeno efeito positivo sobre os pinguins, possivelmente devido à presença de pessoas se tornar um impedimento aos mandriões - pássaros antárticos que predam filhotes e ovos dos pinguins.[carece de fontes?]